# Hollywood Derby
Hollywood Derby, är ett amerikanskt galopplöp för treåriga fullblod som rids årligen på Del Mar Racetrack i Del Mar i Kalifornien. Det är sedan 1973 ett Grupp 1-löp, det vill säga ett löp av högsta internationella klass. Löpet rids över 1 och 1/8 miles (1811 meter), med en ridvikt på 122 pund (55,3 kg). 

## Historia
Löpet reds från början under namnet Westerner Stakes på Hollywood Park Racetrack mellan 1948 och 1958. Löpet reds tillfälligt på Santa Anita Park 1949 efter att en brand förstört läktaren och klubbhuset på Hollywood Park. Då Hollywood Park stängdes i december 2013, flyttades löpet till Del Mar Racetrack.
Endast fem ston har segrat i löpet: Busher (1945), Honeymoon (1946), A Gleam (1952), De La Rose (1981) och Royal Heroine (1983).
2014 lyckades California Chrome med en sällsynt bedrift, då han segrade i Hollywood Derby i sin första start på gräs. Tidigare under säsongen hade han segrat i bland annat Santa Anita Derby, Kentucky Derby och Preakness Stakes.

## Distanser
Hollywood Derby har ridits över flera olika distanser under åren, samt både på dirttrack och gräs.
- 1 1⁄8 miles, dirttrack : 1945, 1950, 1976–1980
- 1 1⁄4 miles, dirttrack : 1938–1941, 1946–1949, 1951–1972
- 1 1⁄2 miles, gräs : 1973–1975
- 1 1⁄8 miles, gräs : 1981–2002
- 1 1⁄4 miles, gräs : 2003–2013
- 1 1⁄8 miles, gräs:  2014–nu

## Segrare
| År         | Häst               | Jockey             | Tränare                | Tid            | Gr.            |
| ---------- | ------------------ | ------------------ | ---------------------- | -------------- | -------------- |
| 2021       | Beyond Brilliant   | Kent Desormeaux    | John Shirreffs         | 1:48.84        | G1             |
| 2020       | Domestic Spending  | Irad Ortiz, Jr.    | Chad C. Brown          | 1:47.15        | G1             |
| 2019       | Mo Forza           | Paco Lopez         | Peter Miller           | 1:48.57        | G1             |
| 2018       | Raging Bull        | Joel Rosario       | Chad C. Brown          | 1:48.34        | G1             |
| 2017       | Mo Town            | John R. Velazquez  | Anthony Dutrow         | 1:46.36        | G1             |
| 2016       | Annals of Time     | Javier Castellano  | Chad C. Brown          | 1:47.73        | G1             |
| 2015       | Chiropractor       | Corey Nakatani     | Thomas F. Proctor      | 1:48.87        | G1             |
| 2014       | California Chrome  | Victor Espinoza    | Art Sherman            | 1:47.88        | G1             |
| 2013       | Seek Again         | Corey Nakatani     | John Gosden            | 2:00.60        | G1             |
| 2012       | Unbridled Command  | Javier Castellano  | Thomas M. Bush         | 2:01.07        | G1             |
| 2011       | Ultimate Eagle     | Martin Pedroza     | Michael Pender         | 2:01.43        | G1             |
| 2010       | Haimish Hy         | Garrett Gomez      | Art Sherman            | 2:01.20        | G1             |
| 2009       | The Usual Q.T.     | Victor Espinoza    | James M. Cassidy       | 1:59.69        | G1             |
| 2008       | Court Vision       | Ramon Domínguez    | William I. Mott        | 2:01.43        | G1             |
| 2007       | Daytona            | Mike E. Smith      | Dan Hendricks          | 1:59.75        | G1             |
| 2006       | Showing Up         | Cornelio Velásquez | Barclay Tagg           | 1:59.35        | G1             |
| 2005       | Inget löp reds     | Inget löp reds     | Inget löp reds         | Inget löp reds | Inget löp reds |
| 2004       | Good Reward        | Jerry Bailey       | C. R. McGaughey III    | 2:01.53        | G1             |
| 2003       | Sweet Return       | Julie Krone        | Ron McAnally           | 2:04.27        | G1             |
| 2002       | Johar              | Alex Solis         | Richard Mandella       | 1:48.70        | G1             |
| 2001       | Denon              | Chris McCarron     | Robert J. Frankel      | 1:49.28        | G1             |
| 2000       | Brahms             | Pat Day            | W. Elliott Walden      | 1:46.73        | G1             |
| 1999       | Super Quercus      | Alex Solis         | Robert J. Frankel      | 1:45.82        | G1             |
| 1998       | Vergennes          | John R. Velazquez  | Steve Asmussen         | 1:49.44        | G1             |
| 1997       | Subordination      | Jerry Bailey       | Gary Sciacca           | 1:50.00        | G1             |
| 1996       | Marlin             | Corey Nakatani     | D. Wayne Lukas         | 1:46.08        | G1             |
| 1995       | Labeeb             | Ed Delahoussaye    | Neil D. Drysdale       | 1:46.42        | G1             |
| 1994       | River Flyer        | Chris Antley       | David Hofmans          | 1:47.48        | G1             |
| 1993       | Explosive Red      | Corey Nakatani     | Daniel J. Vella        | 1:46.88        | G1             |
| 1992       | Paradise Creek     | Pat Day            | William I. Mott        | 1:47.36        | G1             |
| 1991-1     | Eternity Star      | Ed Delahoussaye    | Robert J. Frankel      | 1:47.30        | G1             |
| 1991-2     | Olympio            | Ed Delahoussaye    | Ron McAnally           | 1:47.10        | G1             |
| 1990       | Itsallgreektome    | Corey Nakatani     | Wallace Dollase        | 1:46.60        | G1             |
| 1989       | Live The Dream     | Alex Solis         | Charles E. Whittingham | 1:47.00        | G1             |
| 1988       | Silver Circus      | Gary Stevens       | Julio Canani           | 1:48.40        | G1             |
| 1987-1     | Political Ambition | Jacinto Vásquez    | Neil D. Drysdale       | 1:48.20        | G1             |
| 1987-2     | Stately Don        | Eddie Delahoussaye | LeRoy Jolley           | 1:47.40        | G1             |
| 1986-1     | Thrill Show        | Ray Sibille        | Charles E. Whittingham | 1:46.80        | G1             |
| 1986-2     | Spellbound         | Bill Shoemaker     | Paul H. Murphy         | 1:46.80        | G1             |
| 1985-1     | Charming Duke      | Jorge Velásquez    | Jean-Pierre Dupuis     | 1:46.80        | G1             |
| 1985-2     | Slew The Dragon    | Yves Saint-Martin  | John O. Hertler        | 1:46.40        | G1             |
| 1984-1     | Procida            | Cash Asmussen      | François Boutin        | 1:48.40        | G1             |
| 1984-2     | Foscarini          | Darrel McHargue    | Laurie N. Anderson     | 1:47.40        | G1             |
| 1983-1     | Royal Heroine      | Fernando Toro      | John Gosden            | 1:48.20        | G1             |
| 1983-2     | Ginger Brink       | Fernando Toro      | Ted West Sr.           | 1:49.20        | G1             |
| 1982-1     | Racing Is Fun      | Bill Shoemaker     | Roger E. Clapp         | 1:47.20        | G1             |
| 1982-2     | Victory Zone       | Eddie Delahoussaye | Robert J. Frankel      | 1:47.80        | G1             |
| 1981-1     | De La Rose         | Eddie Maple        | Woody Stephens         | 1:47.60        | G1             |
| 1981-2     | Silveyville        | Danny Winick       | Emmett L. Campbell     | 1:48.20        | G1             |
| 1980       | Codex              | Eddie Delahoussaye | D. Wayne Lukas         | 1:47.40        | G1             |
| 1979       | Flying Paster      | Donald Pierce      | Gordon C. Campbell     | 1:47.60        | G1             |
| 1978       | Affirmed           | Steve Cauthen      | Laz Barrera            | 1:48.20        | G1             |
| 1977       | Steve's Friend     | Ruben Hernandez    | John W. Fulton         | 1:47.80        | G1             |
| 1976       | Crystal Water      | Bill Shoemaker     | Roger E. Clapp         | 1:48.40        | G1             |
| 1975       | Intrepid Hero      | Donald Pierce      | John W. Russell        | 2:29.00        | G1             |
| 1974       | Agitate            | Bill Shoemaker     | James Jimenez          | 2:28.20        | G1             |
| 1973       | Amen II            | Eddie Belmonte     | Philip G. Johnson      | 2:27.80        | G1             |
| 1972       | Riva Ridge         | Ron Turcotte       | Lucien Laurin          | 1:59.60        |                |
| 1971       | Bold Reason        | Laffit Pincay Jr.  | Angel Penna Sr.        | 2:01.00        |                |
| 1970       | Hanalei Bay        | Merlin Volzke      | Robert K. Miller       | 2:01.20        |                |
| 1969       | Tell               | Donald Pierce      | Charles E. Whittingham | 2:00.00        |                |
| 1968       | Poleax             | Bill Hartack       | Joseph S. Dunn         | 1:59.80        |                |
| 1967       | Tumble Wind        | Johnny Sellers     | Charles E. Whittingham | 2:00.20        |                |
| 1966       | Fleet Host         | Jerry Lambert      | Raymond Priddy         | 2:00.40        |                |
| 1965       | Terry's Secret     | Alex Maese         | Carl A. Roles          | 2:00.80        |                |
| 1964       | Real Good Deal     | Johnny Longden     | T. R. Scott            | 2:00.80        |                |
| 1963       | Y Flash            | Eddie Burns        | Jess Byrd              | 2:00.60        |                |
| 1962       | Drill Site         | Ralph Neves        | John Adams             | 2:00.00        |                |
| 1961       | Four-and-Twenty    | Johnny Longden     | Vance Longden          | 2:00.60        |                |
| 1960       | Tempestuous        | Peter Moreno       | Matthew J. Dragna      | 2:01.40        |                |
| 1959       | Bagdad             | Bill Shoemaker     | Joseph S. Dunn         | 1:59.60        |                |
| 1958       | Strong Bay         | Manuel Ycaza       | Jack Williams          | 2:02.60        |                |
| 1957       | Round Table        | Bill Shoemaker     | William Molter         | 2:00.60        |                |
| 1956       | Count of Honor     | Eddie Arcaro       | Buster Millerick       | 1:59.40        |                |
| 1955       | Swaps              | Bill Shoemaker     | Mesh Tenney            | 2:00.60        |                |
| 1954       | Fault Free         | Ralph Neves        | Ronald H. McClellan    | 2:00.80        |                |
| 1953       | Rejected           | Ralph Neves        | William J. Hirsch      | 2:01.40        |                |
| 1952       | A Gleam            | Henry E. Moreno    | Horace A. Jones        | 2:01.20        |                |
| 1951       | Grantor            | Bill Shoemaker     | Harry L. Daniels       | 2:01.80        |                |
| 1950       | Valquest           | Jack Westrope      | George E. Mayberry     | 1:49.00        |                |
| 1949       | Pedigree           | Johnny Longden     | William Molter         | 2:03.00        |                |
| 1948       | Solidarity         | Johnny Longden     | William Molter         | 2:02.60        |                |
| 1947       | Yankee Valor       | Noel Richardson    | Paul L. Lycan          | 2:01.80        |                |
| 1946       | Honeymoon          | Jack Westrope      | Graceton W. Philpot    | 2:02.00        |                |
| 1945       | Busher             | Johnny Longden     | George M. Odom         | 1:50.20        |                |
| 1942– 1944 | Inga löp reds      | Inga löp reds      | Inga löp reds          | Inga löp reds  |                |
| 1941       | Staretor           | George Woolf       | George H. Strate       | 2:03.20        |                |
| 1940       | Big Flash          | Eugene Rodriguez   | Clyde Phillips         | 2:03.60        |                |
| 1939       | Shining One        | Jack Westrope      | William B. Finnegan    | 2:03.80        |                |
| 1938       | Specify            | John Adams         | Albert A. Baroni       | 2:04.40        |                |